# Anomalia in aria libera
In gravimetria, si definisce anomalia in aria libera la differenza fra l'accelerazione di gravità rilevata sperimentalmente in un punto e quella teorica, calcolata tenendo conto della differenza di quota del caposaldo di misura rispetto al livello topografico di riferimento su cui è definita l'accelerazione di gravità standard. Nel caso di misure condotte sulla superficie terrestre, ad esempio, tale livello convenzionale è costituito dal cosiddetto ellissoide di riferimento.
L'espressione "aria libera" indica il fatto che si trascura l'eventuale presenza di masse fra la quota di riferimento e quella del caposaldo di misura.
Il valore teorico della correzione in aria libera, ovvero della quantità da sommare all'accelerazione gravitazionale al livello di riferimento per ricavare l'accelerazione gravitazionale che ci si aspetterebbe di rilevare alla quota del caposaldo di misura, può essere quantificato come
{\displaystyle \delta g_{a.l.}=-\left({\frac {\partial g}{\partial r}}\right)_{r_{0}}h=2{\frac {g_{0}}{r_{0}}}h.}
Sostituendo i valori di {\displaystyle r_{0}} e {\displaystyle g_{0}} caratteristici della superficie terrestre, si calcola
{\displaystyle \delta g_{a.l.}/h\approx 308,6\mu Gal/m.}